# Tracktor Bowling
Tracktor Bowling foi uma  banda russa de new metal/metal alternativo.
A banda se formou no ano de 1996 na cidade de Moscou. O grupo ganhou prémio no Alternativa Russo Music Prize em 2006. Por 16 anos, eles têm permanecido uma das mais populares bandas de metal na Rússia.
20 de junho de 2017 nas páginas oficiais das redes sociais, foi anunciado que o grupo está completando seu caminho criativo e anunciará o último show, chamado Эпилог (Epílogo). O concerto teve lugar em 01 de setembro de 2017 no clube de Moscou Yotaspace.

## Membros
- Lou (vocal)
- Kondrat (vocal, guitarra)
- Mult (guitarra)
- Vit (baixo)
- Stepan (bateria)

## Discografia
- Напролом (2002)
- Черта (2005)
- Шаги по стеклу (2006)
- Tracktor Bowling (2010)
- Бесконечность (2015)
- 20:16 (2016)